# Meteorologisk institutt
Meteorologisk institutt er et norsk statslig forvaltningsorgan underlagt Kunnskapsdepartementet, med ansvar for den offentlige meteorologiske tjenesten for civile og militære formål.

## Historie
Det norske meteorologiske institutt (DNMI) blev oprettet som et institut ved Universitetet i Oslo ved stortingsbeslutning i foråret 1866 og kongelig resolution 28. juli samme år. Den første bestyreren, Henrik Mohn, var samtidig professor ved universitetet, men fik senere titlen direktør, efter at instituttet i 1909 blev udskilt som en fritstående institution og underlagt Kirke- og undervisningsdepartementet.

## Virksomhed
Meteorologisk institutt har sit hovedkontor i Oslo, med vejrvarslingscentraler i Bergen og Tromsø. Instituttet har et vejrtjenestekontor i Longyearbyen og fire vejrtjenestekontor tilknyttet Forsvarets flystasjoner i Ørland, Andøya, Bodø og Bardufoss. Omkring 450 medarbejdere har sin arbejdsplads ved Meteorologisk institutt.
Meteorologisk institutt er først og fremmest forbundet med vejrvarsling, men driver også en udstrakt forskningsvirksomhed inden for meteorologi, oceanografi og klima. Instituttets officielle datagrundlag og produkter er frit tilgængelig for publikum for brug, spredning og videre bearbejdning. Instituttet deltager aktivt i det internationale samarbejde, og de åbne standarder kan fungere som promotor for internationalt for at priserne på meteorologiske data bliver reduceret.
Citat fra instituttets vedtægter:
Instituttet skal arbejde for at myndigheder, erhvervslivet, institutioner og offentligheden bedst mulig kan varetage sine interesser for sikring af liv og værdier, for planlægning og for værn af miljøet. Instituttet skal blandt andet:
- udarbejde vejrvarsler
- studere Norges klima og give klimatologiske udredninger
- indhente meteorologiske data i Norge, nærliggende havområder og på Svalbard
- drive forsknings- og udviklingsarbejd
- levere flyvejrtjenester
- formidle resultaterne af sit arbejd
- udføre opdrag og yde specialtjenester
- deltage i det internationale meteorologiske samarbejde

Instituttet indsamler, behandler og leverer vejrdata til både offentlige og private aktører i Norge. Fra 2006 er Forskningsdivisionen ved Meteorologisk institutt en del af Oslo Centre for Interdisiplinary Environmental and Social Research.
I september 2007 lancerede Meteorologisk institutt vjrrtjenesten yr.no i samarbejde med NRK.
1) Navnet blev ændret til det noget kortere Meteorologisk institutt i 2002.

## Direktører for Meteorologisk institutt
- Henrik Mohn (1866–1913)
- Aksel Steen (1914–1915)
- Theodor Hesselberg (1915–1955)
- Ragnar Fjørtoft (1955–1978)
- Kaare Langlo (1978–1983)
- Arne Grammeltvedt (1984–1998)
- Anton Eliassen (1998–)